# Václav Lancinger
Václav Lancinger (* 4. Mai 1896 in Prag; † im 20. Jahrhundert) war ein tschechoslowakischer Wasserballspieler.

## Karriere
Lancinger nahm an den Olympischen Spielen 1920 in Antwerpen teil. Hier erreichte er mit der tschechoslowakischen Nationalmannschaft den elften Rang.